# BS思い出館
BS思い出館は、NHKBS2で2003年4月6日から2005年3月26日まで放送されたテレビ番組。

## 概要
好評を博したNHKドラマをアンコール放送。

## 放送時間
- NHKBS2 土曜22:30-24:00

## 放送された作品
- 男たちの旅路
- 事件
- 清左衛門残日録
- イキのいい奴
- ポーツマスの旗
- 花へんろ
- 続・イキのいい奴
- 胡桃の部屋
- 蛇蝎のごとく
- 御宿かわせみ
- とっておきの青春
- 晴れのちカミナリ